# Maritimes&Northeast Pipeline
Maritimes&Northeast Pipeline – трубопровід в Канаді та США, споруджений для постачання природного газу з Нової Шотландії до району Бостону.
Газопровід, введений в експлуатацію у 1999 році, починається від газопереробного заводу в Goldboro, спорудженого в межах розробки офшорних родовищ біля острова Сейбл. Далі маршрут прямує у загальному напрямку на південний захід паралельно до узбережжя Атлантичного океану, через канадські провінції Нова Шотландія та Нью-Брансвік, а після перетину кордону в Baileyville – через штати Мен та Нью-Гемпшир до Дракут та Беверлі в Массачусетсі.
Загальна довжина системи складає 889 миль (в тому числі 1101 км основної ділянки). Вона має цілий ряд відгалужень, які живлять споживачів у Канаді та США (5 у Новій Шотландії, 7 у Нью-Брансвіку та 11 в межах штатів Нової Англії).
Окрім названого вище ГПЗ, ресурс до системи подається з родовища McOuly (через Corridor Resources Supply) та терміналу ЗПГ Канапорт (Brunswik Pipeline). 
В Мені біля Westbrook до газопроводу приєднується Portland Natural Gas Transmission, з яким вони «ділять» заключну ділянку довжиною 101 миля. В кінцевих точках біля Бостона Maritimes&Northeast Pipeline сполучається з Tennessee Gas Pipeline (у Дракут) та Algonquin Gas Transmission (в Беверлі).
Основна ділянка виконана в діаметрі 750 мм. На маршруті працює 7 компресорних станцій, перша з яких споруджена в точці приєднання газопроводу від терміналу в Канапорті на кордоні Канади та США. Завдяки цьому пропускна здатність зростає з 5,7 млрд м3 на рік до 8,7 млрд м3.
В 2014 році через падіння видобутку на канадських родовищах, які слугують сировинною базою газопроводу, та зростання виробництва у США внаслідок «сланцевої революції» було запропоновано перетворити Maritimes&Northeast Pipeline у бідирекціональний.